# Hemitriakis abdita
Hemitriakis abdita — акула з роду Hemitriakis родини Куницеві акули. Інші назви «глибоководна серпоплавцева куницева акула», «глибоководна супова акула».

## Опис
Загальна довжина досягає 80 см. Голова витягнута. Морда помірно довга. Очі овальні, горизонтальної форми, з мигальною перетинкою. За ними розташовані невеличкі бризкальця. Носові клапани великі. Рот невеличкий, сильно зігнутий. Зуби дрібні, з тупими верхівками. Розташовані у декілька рядків. У неї 5 пар зябрових щілин. Тулуб стрункий. Усі плавці серпоподібні. Має 2 спинних плавця, з яких передній більше за задній. Водночас задній доволі великий плавець як для представника родини куницевих. Передній спинний плавець розташовано позаду грудних плавців, задній — навпроти анального плавця. Черевні плавці маленькі. Анальний плавець поступається розміром задньому спинному плавцю. Хвостовий плавець гетероцеркальний.
Забарвлення сіре з коричневим відтінком. Черево світліше за спину. Кінчики плавці світліше за загальний фон.

## Спосіб життя
Тримається на глибині 200—400 м. Здатна утворювати невеличкі групи. Полює біля дна, є бентофагом. Живиться ракоподібними, молюсками, переважно головоногими, дрібною костистою рибою.
Статева зрілість настає при розмірах 65-67 см. Це яйцеживородна акула. Самиця народжує до 20 акуленят завдовжки 20-25 см.
Не є об'єктом промислового вилову.
Загрози для людини не становить.

## Розповсюдження
Мешкає в Кораловому морі: біля берегів Квінсленду (Австралія) та о. Нова Каледонія.